# 科学图书馆 (布朗大学)
科学图书馆（英语：The Sciences Library，或昵称作SciLi）是位于美国罗德岛州普罗维登斯布朗大学校园内的一幢粗野主义风格的高层建筑，修建于1971年，地面以上部分高180英尺（55），是普罗维登斯市第13高的建筑物。该建筑为布朗大学主要的医学、心理学、神经科学、环境科学、生物学、化学、地质学、物理学、工程学、计算机科学、纯数学和应用数学等领域的书籍藏地。科学图书馆还是布朗大学科学中心、写作中心、地图收藏中心、馆际互借中心和弗里德曼学习中心所在地。该图书馆是布朗大学图书馆的五个校园分馆之一（不包括独立运作的约翰·卡特·布朗图书馆）。

## 建筑和争议
20世纪60年代，布朗大学图书馆现有馆舍接近饱和急需扩建，但位于普罗维登斯市中心的地理位置致使学校用地本就十分紧张，大学决定建造一座占地面积小的高层建筑作为新图书馆来解决这个问题。新建成的粗野主义风格的科学图书馆与周围学院山的19世纪末叶和20世纪初期建造的殖民复兴主义大学建筑形成了强烈对比，被认为格格不入。建筑历史学家麦肯锡·伍德沃德抨击该建筑“吞没了周围所有的东西”（overwhelm[ing] everything around it），甚至把它将同时期千篇一律的苏联式高楼（Panelák）相比较。
1972年图书馆顶端又安装了一个广播塔，2005年被移除。